# Baloda Bazar
Baloda Bazar es un municipio (tehsil) de la India situado en el distrito de Balodabazar - Bhatapara, en el estado de Chhattisgarh. Según el censo de 2011, tiene una población de 26 632 habitantes.